# Żyj i stań się
Żyj i stań się (fr. Va, vis et deviens) – francusko-belgijsko-izraelsko-brazylijsko-włoski film fabularny z 2005 roku w reżyserii Radu Mihăileanu. Zdjęcia kręcono w Paryżu, Izraelu i Etiopii.
Film opowiada historię chłopca-uciekiniera z Etiopii zaadoptowanego przez izraelską rodzinę (zob. operacja Mojżesz). Obraz nagrodzono Cezarem za najlepszy scenariusz oryginalny. 

## Fabuła
W czasie zorganizowanej przez izraelski Mosad ewakuacji Felaszów (etiopskich Żydów) z etiopskiego obozu uchodźców matka Shlomo, nie będąca Felaszką, daje Shlomo pod opiekę innej kobiecie. Chłopiec trafia do Izraela, gdzie jest adoptowany przez rodzinę niepraktykujących Żydów. Cały czas ukrywa fakt, że nie jest Żydem, również przed swoją późniejszą dziewczyną i ostatecznie żoną, Sarą, która dla niego zrywa kontakt z nieakceptującą czarnoskórego zięcia rodziną. Kiedy jego kłamstwo wychodzi na jaw, prowadzi to do tymczasowego rozstania z ciężarną Sarą. Ostatecznie Shlomo zostaje lekarzem i wraca do Etiopii w ramach misji organizacji charytatywnej.

## Obsada
- Moshe Agazai jako młodszy Shlomo
- Moshe Abebe jako starszy Shlomo
- Sirak M. Sabahat jako dorosły Shlomo
- Yaël Abecassis jako Yaël Harrari
- Roschdy Zem jako Yoram Harrari
- Ronnie Hadar jako Sara

## Nagrody
- Cezar za najlepszy scenariusz oryginalny, 2006
- Nagroda Kina Europejskiego (European Cinema Award), Festiwal Filmowy w Berlinie, 2005
- Nagroda Ekumeniczna (Ecumenical Award), Berliński Festiwal Filmowy, 2005
- Złoty Łabędź (najlepszy film) oraz nagroda za najlepszy scenariusz, Kopenhaski Międzynarodowy Festiwal Filmowy, 2005
- Nagroda Jury za najlepszy film, Festiwal Filmowy w Valenciennes, 2005